# StarTram

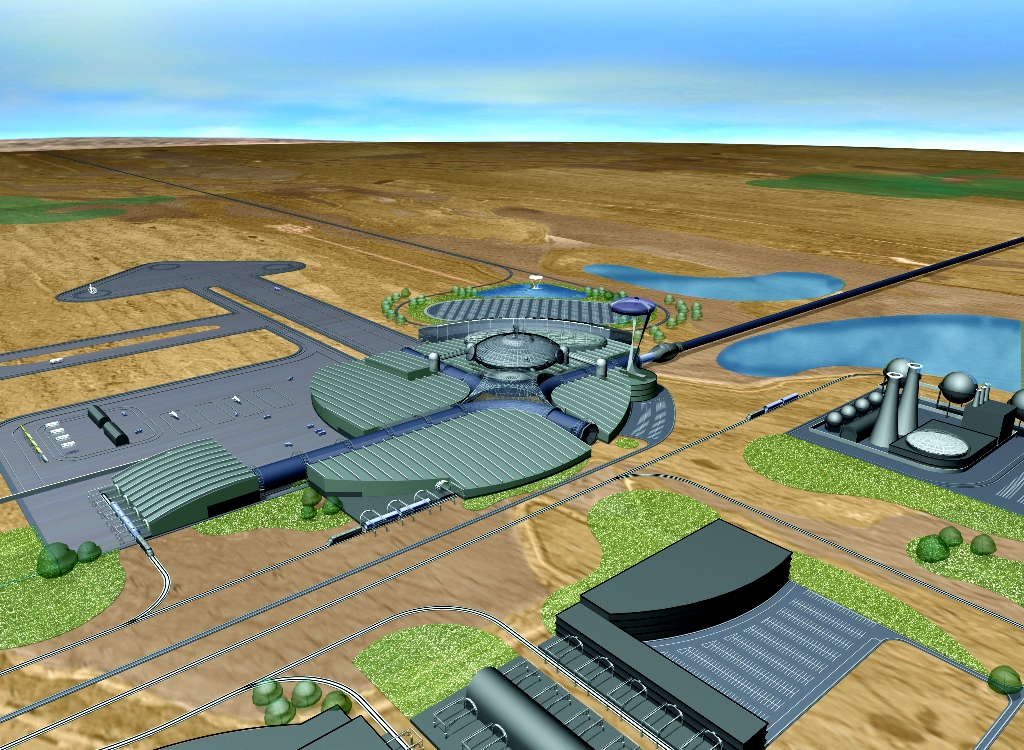
Hipotetyczny port kosmiczny StarTram.

StarTram - hipotetyczny system startu kosmicznego przy pomocy magleva. Początkowy obiekt zwany Generation 1, miałby być systemem typowo ładunkowym, uruchomionym ze szczytu o wysokości 3-7 km, wynosząc ok. 150 000 ton towarów na orbitę rocznie. Bardziej zaawansowana technologia mogłaby pomóc stworzyć bardziej skomplikowany system, Generation 2, tym razem załogowy, z dłuższym torem zamiast stopniowo wijącym się ku górze, tor kończyłby się w rozrzedzonym powietrzu na wysokości 22 km, wspierany przez magnetyczną lewitację, zmniejszając tym samym przyspieszenie grawitacyjne, podczas każdego przejścia kabiny pojazdu kosmicznego z sondy próżniowej do atmosfery. Podczas prezentacji Space, Propulsion & Energy Sciences International Forum 2010 (SPESIF 2010) stwierdzono, że jeśli zaczęłoby się natychmiast finansować przedsięwzięcie to Generation 1 mógłby zostać ukończony w latach 20' XXI w., natomiast Generation 2 w latach 30' XXI wieku.

## Historia
James R. Powell, wraz z Gordonem Danby (Brookhaven National Laboratory), w latach 60', obmyślił koncept nadprzewodzących kolei magnetycznych, który później został zamieniony w system nowoczesnych pociągów magnetycznych. Później Powell został współzałożycielem StarTram razem z dr. George Maise, inżynierem lotnictwa, który w latach 1974-1997 był w Brookhaven National Laboratory, specjalizujący się szczególności w tematyce ponownego wejścia w atmosferę oraz w konstrukcji naddźwiękowych pojazdów.